# Словенија на Светском првенству у атлетици у дворани 2010.
Словенија јее учествовала на Светском првенству у атлетици у дворани 2010.  одржаном у Дохиу од 12. до 11. марта. У десетом учешћу на светским првенствима у дворани, репрезентацију Словеније представљалоо је двоје атлетичара, која се такмичили у исто толико дисциолина.
На овом првенству Словенија није освојила ниједну медаљу, а алетичари су постигли своје најбоље резултате у сезони.

## Учесници
| Мушкарци: - Мирослав Водовник — Бацање кугле | Жене: - Снежана Родич — Троскок |  |

## Резултати

### Мушкарци
| Атлетичар         | Дисциплина   | Лични рекорд | Квалификације | Квалификације | Финале               | Финале       | Детаљи |
| Атлетичар         | Дисциплина   | Лични рекорд | Резултат      | Место         | Резултат             | Место        | Детаљи |
| ----------------- | ------------ | ------------ | ------------- | ------------- | -------------------- | ------------ | ------ |
| Мирослав Водовник | бацање кугле | 20,76 НР     | 19,82 ЛРС     | 7. у гр. А    | Није се квалификовао | 15 / 19 (21) |        |

### Жене
| Атлетичарка   | Дисциплина | Лични рекорд | Квалификација | Квалификација | Финале                | Финале | Детаљи |
| Атлетичарка   | Дисциплина | Лични рекорд | Резултат      | Место         | Резултат              | Место  | Детаљи |
| ------------- | ---------- | ------------ | ------------- | ------------- | --------------------- | ------ | ------ |
| Снежана Родич | Троскок    | 14,23        | 13,84 ЛРС     | 9.            | Није се квалификовала | 9 / 19 |        |